# Царскосельское реальное училище
Царскосельское реальное училище — бывшее учебное заведение и историческое здание в Пушкине. Построено в 1901—1902 гг. Объект культурного наследия регионального значения. Расположено на Госпитальной улице, дом 24.

## История
С 1809 года на месте будущего училища существовал сквер, и по генеральному плану Царского Села здесь предполагалось устройство торговой площади. Однако в 1900 году начальник Дворцового управления, генерал-майор В. Е. Ионов подал рапорт министру Двора о том, что многие обыватели Царского Села желают дать детям техническое образование, но в классических гимназиях города нет свободных мест. На рапорт последовал Высочайше утвержденный положительный ответ Государственного Совета; 29 апреля 1901 года были выделены средства и 3402 кв. саженей (около полутора гектаров) земли для строительства здания реального училища; 5 (18) мая 1901 года (в день рождения Николая II) состоялась закладка здания, а 16 (29) сентября 1902 года училище открылось.
Здание училища возводилось по проекту архитектора А. Н. Иосса, дополненном С. А. Данини. Оно было открыто 16 сентября 1902 года. Училище включало приготовительный класс, 6 основных и дополнительный класс. При училище была организована домовая церковь (построена по проекту Данини). Училище освящено вместе с церковью 16 марта 1903 года. С сентября 1914 года в здании действовал лазарет для раненых воинов. 
После Октябрьской революции училище стало трудовой школой II ступени. Церковь закрыта в 1921 году, на её месте оборудован актовый зал. Школа после ряда переименований стала носить № 500.

## Архитектура
Здание крупное, трёхэтажное, в формах эклектики, оно завершает перспективу Московского шоссе.